# Psorosa
Psorosa is een geslacht van vlinders van de familie snuitmotten (Pyralidae), uit de onderfamilie Phycitinae.

## Soorten
- P. africana Balinsky, 1991
- P. antelia (Meyrick, 1885)
- P. bifiliferalis Hampson, 1903
- P. brephiella (Staudinger, 1879)
- P. dahliella (Treitschke, 1832)
- P. decolorella Yamanaka, 1986
- P. disticta Zeller, 1881
- P. elbursella Amsel, 1954
- P. ferrugatella Turati, 1924
- P. flammealis (Hampson, 1899)
- P. flavifasciella Hampson, 1901
- P. gelinella Lucas, 1909
- P. lacteomarginata (A. Costa, 1888)
- P. maraschella Caradja, 1910
- P. mechedella Amsel, 1954
- P. mediterranella Amsel, 1953
- P. myrmidonella Ragonot, 1901
- P. nucleolella (Moschler, 1866)
- P. ochrifasciella Ragonot, 1887
- P. opimella (Meyrick, 1879)
- P. predotai Rebel, 1936
- P. proleucalis Hampson, 1903
- P. segalella Dumont, 1932
- P. strictella Mann, 1861
- P. taishanella Roesler, 1975
- P. tergestella Ragonot, 1901
- P. tochalella Amsel, 1954